# Ferwert
Ferwert (en néerlandais : Ferwerd) est un village de la commune néerlandaise de Noardeast-Fryslân, situé dans la province de Frise.

## Géographie
Le village est situé dans le nord de la Frise, près de la mer des Wadden, à 12 km à l'ouest de Dokkum.

## Histoire
Ferwert est le chef-lieu de la commune de Ferwerderadiel avant le 1er janvier 2019, où celle-ci est supprimée et fusionnée avec Dongeradeel et Kollumerland en Nieuwkruisland pour former la nouvelle commune de Noardeast-Fryslân.

## Démographie
Le 1er janvier 2018, le village comptait 1 790 habitants.

## Personnalité
- Gerardus Heymans (1857-1930), philosophe et psychologue